# Simone Fiori
Simone Fiori (* 5. Januar 1989 in Rom) ist ein italienischer Boxer.

## Boxkarriere
Fiori begann mit dem Boxsport 2006. Er wurde 2009 Italienischer Meister im Halbschwergewicht, sowie 2015, 2016, 2017 und 2018 jeweils Italienischer Meister im Schwergewicht.
Er vertrat Italien bei den Europameisterschaften 2010 in Moskau (Vorrunde), 2011 in Ankara (Viertelfinale), 2013 in Minsk (Viertelfinale) und 2017 in Charkiw (Achtelfinale), sowie den Weltmeisterschaften 2011 in Baku (Vorrunde), 2013 in Almaty (Achtelfinale) und 2021 in Belgrad (Vorrunde).
Bei der europäischen Olympiaqualifikation 2012 in Trabzon besiegte er Peter Müllenberg, unterlag jedoch im Achtelfinale gegen Nikolajs Grišuņins. Bei der europäischen Olympiaqualifikation im März 2020 in London, welche im Juni 2021 in Paris fortgesetzt wurde, siegte er gegen Krenar Aliu und schied im Achtelfinale gegen Imam Chatajew aus.
Sein größter Erfolg war der Gewinn einer Bronzemedaille im Halbschwergewicht bei den Europaspielen 2019 in Minsk.